# مارک یورگنزمایر

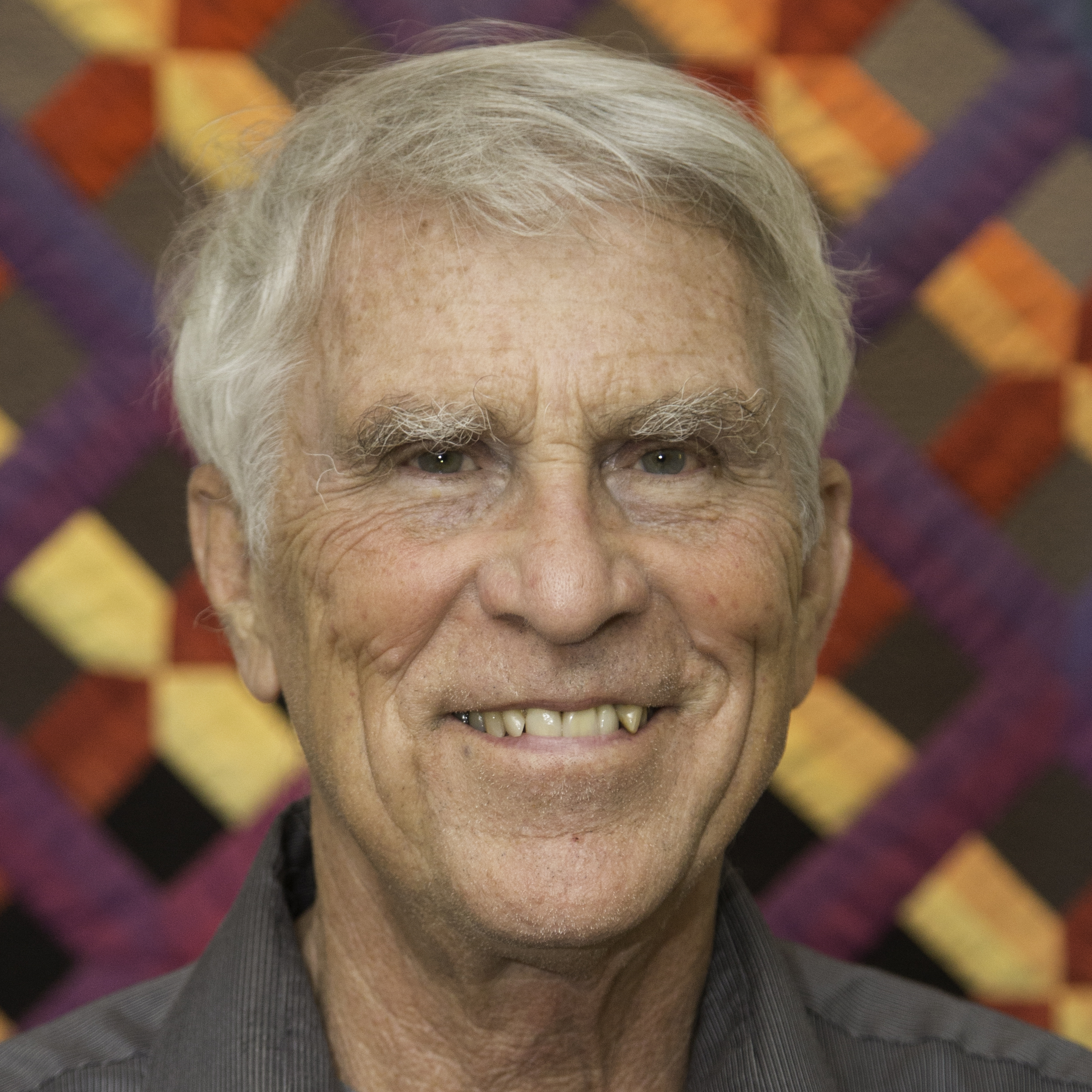
مارک یورگنزمایر، استاد جامعه‌شناسی - ۲۰۱۵

مارک یورگنزمایر، استاد جامعه‌شناسی و مطالعات جهانی، مدرس مطالعات دینی و مدیر مرکز مطالعات بین‌المللی و جهانی، در دانشگاه کالیفرنیا در سانتا باربارا است. حوزه تحقیقاتی مورد علاقه او دین، تروریسم دینی، ملی‌گرایی و اخلاق اجتماعی است.